# Boski małżonek
Boski małżonek (niem. Der Göttergatte) – operetka Franza Lehára w trzech aktach z 1903 roku. Premiera miała miejsce w Wiedniu w Carl-Theater 20 stycznia 1904 roku. Libretto zostało napisane przez Victora Léon i Leo Steina.

## Historia powstania utworu
Po sukcesie Druciarza Léon, już bez żadnych wątpliwości co do uzdolnień Lehára, zabrał się za przygotowanie dla niego kolejnego libretta. Po krytyce jaka spotkała tekst tamtej operetki, Léon zwątpił jednak w swoje możliwości i zaprosił do współpracy Leo Steina. Obydwaj pisali już wspólnie libretto Wiedeńskiej krwi i dobrze się rozumieli. Stein jako temat zaproponował Amfitriona, historię wielokrotnie już w literaturze opisywaną. Sam pomysł nawiązywał do antycznych parodii Offenbacha, Stein uważał, że moda na takie offenbachiady powraca. W 1897 roku Paul Lincke odniósł sukces Wenus na ziemi, a Oscar Strauss pracował właśnie nad parodią sagi o Nibelungach.
Lehárowi libretto nie spodobało się. Nie przypadł mu do gustu ani ogólny parodystyczny ton całości, ani raczej płaski, niewybredny dowcip krążący wokół łóżkowych nieporozumień głównych bohaterów. Mimo wewnętrznych oporów zasiadł jednak do pracy. Niezależnie od pierwszych sukcesów był nadal nowicjuszem i nie chciał narazić się postaci tak znaczącej na rynku operetkowym jak Léon. Miał też nadzieję, że potrafi nieliczne partie liryczne wypełnić taką muzyką, która przesłoni nieudolności tekstu.

## Osoby
| Rola                      | Aktor z premiery 20 stycznia 1904 |
| ------------------------- | --------------------------------- |
| Amfitrion                 | Wilhelm Bauer                     |
| Alkmena, żona Amfitriona  | Mizzi Günther                     |
| Sosias, sługa Amfitriona  | Louis Treumann                    |
| Jowisz                    | Wilhelm Bauer                     |
| Junona, żona Jowisza      | Mizzi Günther                     |
| Merkury, zausznik Jowisza | Louis Treumann                    |

## Treść
Jowisz wraz z Merkurym, korzystając z nieobecności Amfitriona w Tebach, przybierają postać Amfitriona i jego sługi Sosiasa. Pod postacią męża Jowisz dostaje się do sypialni najwierniejszej z żon, by przeżyć miłosną przygodę. Tymczasem Amfitrion powraca, co daje powód do serii nieporozumień.

## Dalsze losy utworu
Także i tym razem Léon przeznaczył utwór na scenę Carl-Theater i znowu podjął się jego reżyserii. Premierę przewidziano na koniec stycznia 1904 roku, niemal cały poprzedni sezon wypełniły bowiem przedstawienia Druciarza. Na krótko przed próbą generalną Léon wraz z dyrekcją teatru doszedł do wniosku, że sztuka jest zbyt długa. Zdecydowano się na skreślenie jednego z lirycznych numerów, przypadającego pod koniec spektaklu, kiedy publiczność może już być znużona. Po naradzie z Lehárem uzgodniono, że będzie to Modlitwa zanoszona przez Alkmenę do Jowisza. Problemem okazało się jednak przekonanie grającej rolę Alkmeny Mizzi Günther, walczącej o każdą linijkę tekstu, by zrezygnowała z przygotowanej już pieśni. Wreszcie dyrektor Müller, wiedząc, że Mizzi jest łasa na pieniądze, zaproponował jej 100 guldenów za rezygnację z Modlitwy do Jowisza. Zrozpaczona i obrażona aktorka ustąpiła ostatecznie wobec sumy dwukrotnie wyższej. Lehár zachował skreśloną piosenkę. W rok później włączył ją jako Pieśń o Wilii do Wesołej wdówki. Zaśpiewała ją wtedy Mizzi Günther.
Premiera Boskiego małżonka odbyła się 20 stycznia 1904 roku, otrzymała gorącą owację i doskonałe recenzje. Szczególnie chwalono muzykę. Pisano, że instrumentacja stawia to dzieło na honorowym miejscu wśród wystawianych ostatnio w Wiedniu operetek, że szereg fragmentów – jak na przykład duet Alkmeny i Jowisza – godny jest sceny operowej. Istotnie muzyka nie była zła, rozmijała się natomiast całkowicie z librettem, w które Lehár nie potrafił się wczuć. Publiczność ostrzej od krytyków osądziła utwór. Po 40 przedstawieniach Boski małżonek zszedł z afisza. Po drobnych przeróbkach powrócił jeszcze na dalszych 12 wieczorów, ale to już był koniec. Lehár miał żal do librecistów, oni do niego. Wzajemnie obwiniano się o porażkę operetki.